# Lennart Torstenson
Lennart Torstenson (Forstena, Västergötland, 17 d'agost de 1603 - Estocolm, 7 d'abril de 1651) fou un important comandant i enginyer militar suec. Va tenir un paper clau durant la Guerra dels Trenta Anys, en la qual va contribuir enormement a la victòria sueca.

## Joventut i primeres experiències militars
Torstenson va néixer a la propietat familiar de Forstena, a la regió del Västergötland, en la Suècia meridional. Els seus pares eren Märta Nilsdotter Posse i Torsten Lennartson, senyor de Forstena, que havia estat comandant de la fortalesa d'Älvsborg i defensor del rei Segimon, destronat en 1599 pel duc Carles. Els pares de Lennart van ser obligats a fugir del país a causa de la declarada lleialtat del pare al deposat Segimon, i deixaren Lennart a cura d'uns parents; el seu pare va tornar a Suècia vint anys després. L'oncle patern de Lennart, Anders Lennartsson, Alt Conestable de Suècia, era molt apreciat pel nou rei Carles, però va morir en la batalla de Kircholm de 1605.
Amb 15 anys es va convertir en patge del jove rei Gustau Adolf, i li va ser concedit el poder assistir a la guerra entre Suècia i Polònia per la possessió de Livònia, de 1620 a 1622, i en particular en la presa de Riga de 1621. a continuació, amb 20 anys, va emprendre un llarg viatge per tal de conèixer països estrangers.
El gener de 1626 Lennart va participar com a abanderat en la batalla de Wallhof, durant una posterior guerra contra Polònia, així com en la campanya de Prússia de 1628 - 1629. Segons la tradició, durant la batalla Gustau Adolf va ordenar a Torstenson que lliurés una ordre a un oficial; durant el trajecte, es va adonar que l'enemic havia canviat la disposició de les seves forces, i en conseqüència va modificar l'ordre. Gustau va alçar la mà, però ràpidament va canviar d'idea i va dir: "Lennart, això hauria pogut costar-vos la vida, però potser fóreu més adient com a general que com a patge".

## Guerra dels Trenta Anys
En 1629 Lennart va rebre el comandament de l'artilleria sueca, i desembarcà a Alemanya amb la resta de l'exèrcit quan Gustau Adolf va emprendre la invasió del Sacre Imperi Romanogermànic. Gràcies al seu paper va poder contribuir eficaçment a les victòries sueques en les batalles de Breitenfeld i de Rain. Durant el curs d'aquest mateix any, va ser fet presoner per les tropes imperials, i fou retingut durant gairebé un any a Ingolstadt. Un cop retornat al servei de l'exèrcit suec, es va distingir durant la batalla de Wittstock, sota les ordres de Johan Banér, durant el curs de la defensa de les bases sueques en Pomerània el 1637 - 1638. A més a més, va participar en la batalla de Chemnitz i en l'atac suec a Bohèmia de 1639. En 1641, però, va ser obligat a tornar a Suècia a causa de les males condicions de la seva salut derivades del seu any a la presó; aquí va entrar a formar part del Consell Privat de Suècia.
La imprevista mort de Banér al maig de 1641 va obligar Lennart a tornar a Alemanya, on va ser ascendit a mariscal de camp, i on va assumir el paper de generalíssim de les forces sueques i Governador General de la Pomerània. Aquest va passar ràpidament a l'ofensiva, va marxar a través de Brandenburg i Silèsia fins a Moràvia, i va capturar la major part de les fortaleses enemigues al llarg d'aquest trajecte. La temptativa de les forces imperials de recuperar les posicions perdudes va ser frenada en la segona Batalla de Breitenfeld el 2 de novembre de 1642, on Torstenson va aniquilar gairebé completament les forces enemigues liderades per l'arxiduc Leopold Guillem d'Àustria. La captura de Leipzig al desembre va donar als suecs una nova base important a Alemanya, i malgrat el seu fracàs per capturar Freiberg, el 1643 l'exèrcit saxó s'havia reduït a unes quantes guarnicions aïllades.
En 1643 Torstenson va envair Moràvia. Poc després de la seva derrota a Rocroi, Ferran va convidar Suècia i França a assistir a les converses de pau a les ciutats de Münster i Osnabrück a Westfàlia, però aquestes negociacions es van retardar quan Cristià IV de Dinamarca va bloquejar Hamburg i va augmentar els pagaments dels drets del Sund al Bàltic afectant greument les economies holandesa i sueca, provocant que el desembre de 1643 esclatés la Guerra de Torstenson quan els suecs van envair Jutlàndia amb suport naval holandès i Torstenson va haver d'acudir al nord per contrarestar l'imprevist atac dut a terme per Dinamarca en els dominis suecs. Ferran va reunir un exèrcit imperial comandat per Matthias Gallas per atacar els suecs per la rereguarda, però Torstensson va deixar Carl Gustaf Wrangel per acabar la guerra a Dinamarca i va marxar contra l'Imperi el maig de 1644 sense que Gallas pogués aturar-lo. Malgrat les dificultats causades pel predomini marítim de la flota danesa, Torstenson, amb la seva fulminant intervenció, va paralitzar de fet les forces terrestres daneses, i obligà al rei Cristià IV de Dinamarca a signar el Tractat de Brömsebro després de la seva derrota a la batalla de Fehmarn l'octubre de 1644, avantatjós per a Suècia.
Torstenson derrotà els imperials a la batalla de Jüterbog i al novembre de l'any següent va penetrar a Bohèmia, i de fet, amb la gran victòria obtinguda en la batalla de Jankov, prop de Praga, del 6 de març de 1645 va obrir el camí cap a Viena. No obstant això, les tropes sueques, tot i arribar al Danubi, no van aconseguir avançar més, i al desembre Torstenson, malalt de gota, es va veure obligat a abandonar el comandament i tornar a Suècia.
En 1647 va ser nomenat comte d'Ortala i, des de 1648 fins al 1651 va ser Governador General de les províncies sueques occidentals. Va morir a Estocolm, el 7 d'abril de 1651. El seu cos va ser sepultat en una solemne cerimònia a l'Església de Riddarholmen, on reposen els grans personatges de la història sueca. Torstenson va ser certament un dels més grans comandants de la Guerra dels Trenta Anys, i es distingí sobretot per la conducció dinàmica de les tropes i la rapidesa dels seus moviments. No obstant això, sovint va haver de dirigir les operacions des d'una llitera a causa de les seves condicions de salut. Va ser a més un dels principals experts d'artilleria i enginyeria de l'exèrcit suec.